# Tomasz Goban-Klas
Tomasz Goban-Klas (ur. 27 września 1942 w Warszawie) – polski socjolog, medioznawca, nauczyciel akademicki, profesor nauk humanistycznych, profesor zwyczajny Uniwersytetu Jagiellońskiego, wykładowca m.in. Wyższej Szkoły Informatyki i Zarządzania z siedzibą w Rzeszowie, wiceminister w Ministerstwie Edukacji Narodowej i Sportu oraz członek Krajowej Rady Radiofonii i Telewizji.

## Życiorys
Ukończył w 1967 studia na Wydziale Filozoficzno-Historycznym Uniwersytetu Jagiellońskiego. W 1972 uzyskał stopień naukowy doktora, w 1991 obronił habilitację. W 1992 otrzymał tytuł profesorski. W latach 70. był stypendystą Programu Fulbrighta na Uniwersytecie Stanforda i w Annenberg School for Communication.
W latach 1967–1990 był członkiem PZPR.
W latach 1968–1972 pracował w Instytucie Filozofii i Socjologii Polskiej Akademii Nauk, pełnił następnie funkcję sekretarza naukowego Ośrodka Badań Prasoznawczych. W pierwszej połowie lat 90. był profesorem w Instytucie Studiów Europejskich w Wiedniu. Jako wykładowca akademicki związany z Wyższą Szkołą Zarządzania i Bankowości w Krakowie, Akademią Obrony Narodowej i Uniwersytetem Jagiellońskim, gdzie pełnił funkcję kierownika Katedry Komunikowania i Mediów Społecznych. Objął również funkcję kierownika Katedry Dziennikarstwa, Mediów i Komunikacji Społecznej w Wyższej Szkole Informatyki i Zarządzania w Rzeszowie, został honorowym profesorem tej uczelni. Powołany w skład Komitetu Prognoz „Polska 2000 Plus” Polskiej Akademii Nauk. Członek honorowy m.in. Polskiego Towarzystwa Komunikacji Społecznej.
W latach 1992–1996 pełnił funkcję wiceprezesa Stowarzyszenia Dziennikarzy RP. Od 2002 do 2003 sprawował urząd sekretarza stanu w Ministerstwie Edukacji Narodowej i Sportu.
W maju 2003 został powołany przez Senat w skład Krajowej Rady Radiofonii i Telewizji. Podał się do dymisji w sierpniu 2004, motywując to względami zdrowotnymi i rodzinnymi. We wrześniu 2004 Senat przyjął jego rezygnację. W tym samym miesiącu sąd lustracyjny wszczął wobec niego postępowanie lustracyjne, umorzone w listopadzie 2005.
W 1986 odznaczony Krzyżem Kawalerskim Orderu Odrodzenia Polski, a w 2000 Krzyżem Oficerskim tego orderu.

## Wybrane publikacje
- Komunikowanie masowe w nowoczesnym społeczeństwie, 1973.
- Paryż i paryżanie, 1974.
- Komunikowanie masowe. Zarys problematyki socjologicznej, 1978.
- Aktywność, preferencje i świadomość kulturalna społeczeństwa polskiego (współautor), 1981.
- Świadomość kulturalna społeczeństwa polskiego, 1985.
- Prasa lokalna i środowiskowa w Stanach Zjednoczonych w cieniu gigantów, 1989.
- Mass media w Polsce 1989–1992. Rekonstrukcja sfery publicznej. Raport bardzo osobisty, 1992.
- Komputer narzędziem humanisty, 1993.
- The Orchestration of the Media. Politics of Mass Communications in Communist Poland and the Aftermath, 1994.
- Media i komunikowanie masowe. Teorie i analizy prasy, radia, telewizji i Internetu, 1996.
- Dalekowschodni feniks: koreańska droga rozwoju i modernizacji, 1999.
- Społeczeństwo informacyjne. Szanse, zagrożenia, wyzwania, 1999.
- Niepokorna orkiestra medialna. Dyrygenci i wykonawcy polityki informacyjnej w Polsce po 1944 roku, 2004.
- Historia i współczesność Korei. Od pustelniczego królestwa do azjatyckiego tygrysa, 2004.
- Media a integracja europejska (red.), 2004.
- Cywilizacja medialna. Geneza, ewolucja, eksplozja, 2005.
- Media i terroryści. Czy zastraszą nas na śmierć?, 2009.
- Wartki nurt mediów, 2011.
- Komunikowanie w ochronie zdrowia – interpresonalne, organizacyjne, medialne (red.), 2014.
- Rwący nurt mediów, 2020.